# Jarosław Gryz
Jarosław Jerzy Gryz (ur. 29 maja 1971) – polski politolog, profesor nauk społecznych, profesor i prorektor Akademii Sztuki Wojennej, specjalista w zakresie stosunków międzynarodowych, instytucji politycznych, systemów politycznych i polityki bezpieczeństwa.

## Życiorys
W 1995 został absolwentem Wydziału Dziennikarstwa i Nauk Politycznych Uniwersytetu Warszawskiego. W latach 1995–2000 pracował w Departamencie Bezpieczeństwa Międzynarodowego Ministerstwa Obrony Narodowej. W 1998 na macierzystym wydziale UW na podstawie napisanej pod kierunkiem Stanisława Parzymiesa rozprawy pt. Unia Zachodnioeuropejska w europejskim systemie bezpieczeństwa uzyskał stopień naukowy doktora nauk humanistycznych w dyscyplinie nauk o polityce. W 2000 podjął pracę w szkolnictwie wyższym. W 2002 został zatrudniony w Akademii Obrony Narodowej. Stopień naukowy doktora habilitowanego nauk humanistycznych w dyscyplinie nauki o polityce w specjalności nauki o polityce uzyskał na Wydziale Politologii Uniwersytetu Marii Curie-Skłodowskiej w Lublinie w 2005 na podstawie dorobku naukowego oraz rozprawy pt. Proces instytucjonalizacji stosunków transatlantyckich. W 2015 prezydent Bronisław Komorowski nadał mu tytuł naukowy profesora nauk społecznych. Został profesorem zwyczajnym Akademii Sztuki Wojennej w Wydziale Bezpieczeństwa Narodowego w Instytucie Studiów Strategicznych. Poza AON i ASzWoj był nauczycielem akademickim w takich uczelniach jak: Prywatna Wyższa Szkoła Businessu i Administracji, Akademia Humanistyczno-Ekonomiczna w Łodzi, Wyższa Szkoła Finansów i Zarządzania w Warszawie, Uniwersytet Łódzki, Politechnika Rzeszowska im. Ignacego Łukasiewicza. Był prodziekanem Wydziału Bezpieczeństwa Narodowego AON i ASzWoj. Został prorektorem do spraw studenckich Akademii Sztuki Wojennej w kadencji 2017–2020.

## Wybrane publikacje
- Unia Zachodnioeuropejska w europejskim systemie bezpieczeństwa (1997)
- Środki budowy zaufania w regionie Morza Bałtyckiego (1998)
- Proces instytucjonalizacji stosunków transatlantyckich (2004)
- Bezpieczeństwo państwa. Władza – polityka – strategia (2013)
- Bezpieczeństwo państwa. Zarys problematyki – podręcznik dla szkół ponadgimnazjalnych (2016)[1]